# Эгбринг, Матс
Матс Монтийн Эгбринг (нидерл. Mats Montijn Egbring; род. 17 сентября 2006, Девентер, Оверэйссел) — нидерландский футболист, защитник клуба «Витесс».

## Клубная карьера
Эгбринг — воспитанник клуба «Витесс». В 2023 году в матче против ПСВ он дебютировал в Эредивизи.